# Velics László (diplomata)
Velics László (lászlófalvi; Drezda, 1890. április 20. – Kál, 1953. február 23.) magyar diplomata.

## Pályafutása
Apja, Velics Lajos szintén diplomata volt a császári és királyi külügyminisztériumban. Velics László 1912-ben végzett jogászként a Budapesti Tudományegyetemen, majd a fiumei kormányzóságon lett fogalmazógyakornok. 1913 őszétől a közös Külügyminisztériumban próbaszolgálatra került, az első világháborúban pedig a Császári és Királyi 16. Huszárezred tisztjeként szolgált. Visszatért a külügyminisztériumba, ahol 1919. július 8-ig - elbocsátásáig - szolgált, vagyis számos diplomatatársával ellentétben a magyarországi Tanácsköztársaság idején is állományban maradt, ami a későbbi karrierjére némi árnyékot vetett. A tanácskormány bukását követően I. osztályú követségi titkárként került vissza a külügybe. Minisztériumi belső szolgálatát követően 1921. május 9-től 1935. március 14-ig a müncheni magyar királyi  konzulátus (1932-től főkonzulátus) vezetője lett. 1934-ben egy belső megbeszélésen felmerült a neve, mint az akkor nyíló moszkvai követség vezetője (utóbb Jungerth-Arnóthy Mihály kapta meg e posztot). 1935-ben Münchenből Genfbe helyezték, a Nemzetek Szövetsége mellett működő képviselet vezetőjének. 1936-ban Svájcba is akkreditálták (a berni követséget 1931-ben a nagy gazdasági világválság idején bezárták). 1938-ban megkapta rendkívüli követi kinevezését is. 1939. szeptember 2-től 1944. március 19-ig - Magyarország német megszállásáig - az athéni követség vezetője lett. A megszállást követően állásáról lemondott, és csatlakozott a Követi Bizottsághoz.

### Diplomáciai erőfeszítései
Velics azzal a döntésével, hogy a Tanácsköztársaság alatt is a minisztérium szolgálatában marad annak ellenére is ártott karrierjének, hogy nem kompromittálta magát. 1921-es müncheni konzuli kinevezésével lényegében megrekedt az előmenetele, hiszen szokatlanul hosszú ideig, 14 évig töltötte be ezt a tisztséget, vagyis ennyi ideig nem tudott magasabb beosztásba kerülni. A holtpontról való kimozdulást bizonyára segítette, hogy édesapja és Kánya Kálmán külügyminiszter régi barátok voltak. A népszövetségi misszió idején zajlott az abesszíniai háború (Olaszország lerohanta és annektálta Etiópiát), ami a Nemzetek Szövetsége rendszerének első éles próbája volt, a háttérben jelentős diplomáciai manőverekkel, melyekben Velics is exponálta magát. Hazánknak e távoli konfliktusban nem volt közvetlen szerepe, az európai nagyhatalmak azonban eltérő vérmérséklettel és céllal a háttérben jelentős diplomáciai erőfeszítéseket tettek a Népszövetségben Olaszország elmarasztalására, Magyarország azonban kiállt Mussolini mellett. Velics legjelentősebb diplomáciai közreműködése mégis Görögországhoz kötődik. Egy nappal a második világháború kitörése után foglalta el állását, és Magyarország német megszállásáig vezette a követséget. 1940-ben kitört a görög–olasz háború, melynek során Olaszország és Németország megszállták Görögországot. Az olasz–görög diplomácia kapcsolatok megszakadtak, Mussolini hazánkat kérte fel az olasz, a vatikáni és az albán érdekek képviseletére, ami Velics feladata lett. Velics nem csak a magyar kormányt informálta a görögországi eseményekről, de tevékenyen részt vett a görögök érdekeinek védelme és megsegítsük érdekében. Kapcsolatban volt a görög ellenállási mozgalommal, számos esetben közbenjárt a megszálló hatóságoknál, hogy egyes fogságba került személyeket bocsássanak szabadon. A németek előtti tekintélyét felhasználva befolyásolni tudta, hogy a korábbi görög elit ellen tervezett bírósági eljárásokat ne kezdjék el, így a görög társadalom jelentős - és negatív - átalakulását meg tudta akadályozni. Az 1941-42-es görögországi éhínség idején segélyszállítmányokat szervezett (bár ez a manőver mérsékelt sikerű volt, inkább csak erkölcsi jelentősége volt). A görögországi holokauszttal szemben Velics messzemenően fellépett. Görögország két megszállási területre volt osztva: az olaszra és a németre. A német területről ezrével deportálták a zsidókat, az olaszok azonban ezt barbárságnak tartották és nem követték a német példát. A negyvenezres görög zsidóságon belül 150 alatt volt a magyar zsidók száma, akiknek az elszállíttatását Velics sikeresen megakadályozta. Olaszország kiugrását követően a németek az addig viszonylag háborítatlan területeken is megkezdték a deportálások megszervezését. Mint az athéni diplomaták doyenje, összehívta Argentína, Spanyolország, Svájc és Törökország képviselőit, hogy közös jegyzékben tiltakozzanak a németeknél, ezzel elérte a deportálások átmeneti felfüggesztését. Meggyőzte az egyébként egyáltalán nem zsidóbarát magyar kormányt, hogy egyes érintettek hazatelepülését támogassák. A görög ellenállás és a szövetségesek a Velics kezdeményezése folytán meglassult deportálások adta időnyereséget kihasználva számos zsidót kimentettek Görögországból. Az egyházi hatóságok és a görög adminisztráció is lépett: hamis papírok gyártásával "eltüntették" a görögországi zsidóság egy részét. Velics 1944 áprilisában hagyta el görögországi állomáshelyét, ezt követően az országban maradt zsidóság tragédiája befejeződött.

### Személyisége
Velics arisztokrata származásából adódóan konzervatív beállítottságú volt, s nem volt mentes az "úri antiszemitizmustól" sem. Elfogadta kormánya orientációját és intézkedéseit, ami miatt reputációja volt mind a magyar, mind a német adminisztráció előtt. Támogatta az antibolsevista küzdelmet, de remélte, hogy az megvalósítható úgy, hogy a Szovjetunióval a kapcsolat nem romlik meg visszafordíthatatlanul. Kizárólag a magyarországi konzervatív ellenzékkel tartotta a kapcsolatot, nem volt együttműködése sem a magyar, sem a görög kommunista ellenállással. Ugyanakkor a görög holokausztot látva megértette, hogy a zsidótörvények milyen embertelenségnek ágyaztak meg, és komoly erőfeszítéseket tett a deportálások megakadályozására. Ebben az elkötelezettségében nyilvánvaló szerepet játszott második felesége, Ferenczy Blanka érintettsége is.

## Utóélete, családja
Velics 1944 áprilisában a szövetségesek segítségével Görögországból Egyiptomba távozott. Itt azonban nem sokat tudott tenni az országért, és a szövetségesek sem ismertek el semmilyen emigráns magyar képviseletet. 1944 novemberében visszatért az immár felszabadult Görögországba, ahol a görög kormány elfogadta őt a magyar kormány ideiglenes ügyvivőjeként. 1945 novemberében visszahívták Budapestre, ám olyan helyzet elé állították, hogy inkább lemondott. A B-listázások idején azonban aktiválta magát és Gyöngyösi János külügyminiszter támogatásával visszakapta követi rangját. 1947. október 10-én átadta megbízólevelét Rómában, ahol 1949. április 25-ig vezette az olaszországi követséget. Ezidő alatt aláírt egy tiltakozó jegyzéket az érezhető kommunista hatalomátvételi szándék miatt, ezért hazahívták, további koholt vádak alapján elbocsátották majd kitelepítették Kál községbe, ahol 1953-ban magányosan hunyt el.
Az első világháborút követően, 1918-ban vagy 1919-ben nősült először: Okutzky Máriát vette el. Felesége halála után 1944-ben újranősült, korábbi szeretője, Ferenczy Blanka lett a második felesége Mostohafia, Ferenczy Edmund szintén diplomáciai pályára lépett, ugyanakkor az ÁVH informátora is volt. 1948-ban együtt dolgoztak a római követségen.